# 河北通
河北 通（かわきた とおる、1972年10月10日 - ）は、京都府出身の元騎手・現調教助手。
騎手免許は平地・障害両方の免許を所持していたが、障害競走への騎乗経験はなかった。

## 来歴
1991年に競馬学校7期生として、栗東・小野幸治厩舎からデビュー。同期には郷原洋司、四位洋文、藤田伸二がいる。1年目の同年は3月2日の中京第4競走3歳新馬・フォースシクレノンで初騎乗を果たすが、2番人気で10着に終わった。5月5日の京都第12競走4歳以上900万下・スリーリリックで初勝利を挙げ、12月1日の中京では初の1日2勝を記録するなど、1年目は9勝をマーク。
2年目の1992年には初の2桁で自己最多の26勝をマークし、同年から1997年まで5年連続2桁勝利を記録。1992年は中京記念・ブライアンカーチス（13頭中11着）で重賞初騎乗を果たし、3年目の1993年には7月3日、翌4日の京都で初の2日連続勝利を記録。10月18日に福山の中央競馬騎手招待へ参戦し、第6競走指定交流C2（10）・サンケイホーマ（10頭中2着）で地方初騎乗を果たす。同年のスプリンターズステークス・ロングキャロット（14頭中13着）でGI初騎乗も果たす。
1994年からはステートジャガー産駒メルシーステージとのコンビで活躍し、アーリントンカップでエイシンワシントンをアタマ差退けて逃げ切り、人馬共に3連勝で重賞初勝利を挙げる。毎日杯ではタイキブリザードの追い込みをクビ差抑え、レコードタイムで4連勝すると共に重賞2連勝を決める。4番人気に支持された皐月賞でクラシック初騎乗を果たし、5F58秒8というハイペースを刻んで逃げの手に出たサクラエイコウオーの3番手に付ける積極策に打って出たが、ナリタブライアンの13着に終わる。
1995年からはサッカーボーイ産駒サウンドバリヤーとのコンビで活躍し、京都4歳特別では3着に入り、愛知杯では4コーナーを回って既に前を捕らえる位置取りから古豪ヤマニンフォックスを抑えて勝利。1997年の新潟大賞典ではマイヨジョンヌ、アロハドリームの3着に入った。
1996年にはメルシーステージで中日新聞杯を2着に逃げ粘り、3月16日には中京第10競走伊勢特別・マイハーティーズで通算100勝を達成。
1997年は中京記念・セイントリファールでアロハドリームの2着、毎日杯では未勝利からの連闘で14頭中12番人気のシルクジャスティスで最後方を進み、直線一気に馬群を抜き去って3着に持ってきた。皐月賞からはシルクジャスティスと同じ大久保正陽厩舎のエリモダンディーとコンビを組むが、11番人気サニーブライアンと大西直宏のスローな先行逃げ戦法に嵌まった形となり、終始後方で直線伸びたものの7着に終わった。続く東京優駿ではサニーブライアンよりも評価の高い4番人気に支持されたが、サニーブライアンと大西が淡々とスローで逃げる展開を最後方から進み、シルクジャスティスと共に上がり3ハロン34秒2で追った。結果はメジロブライトにクビ差迫り、ランニングゲイル・エアガッツ・マチカネフクキタル・サイレンススズカに先着の4着と健闘。同年はメガミゲランで8月3日の小倉第11競走北九州短距離ステークス、11月1日の京都第10競走アンドロメダステークスを共に逃げ切り、OP特別2勝に導く。重賞勝ちは無かったが、スギノハヤカゼ・エイシンバーリン・フラワーパークら短距離の一線級を相手に戦い、CBC賞ではヒシアケボノ・シンコウフォレスト・マサラッキに先着の5着に入った。
1998年からは1桁台の勝利が続くが、2003年9月24日の門別第10競走ハスカップ特別・フジタカモニュマンで地方初勝利を挙げる。2004年にはメガミゲランの初年度産駒チリエージェでセントウルステークス5着としたほか、2006年3月18日の中京第3競走3歳未勝利・ロングエンパイヤで師匠である小野に調教師通算400勝をもたらし、自身も2007年7月22日の小倉第2競走3歳未勝利・シゲルダンヤバードで通算200勝を達成。
2007年はロングプライドとのコンビで活躍し、3月11日の中京第9競走沈丁花賞では後方追走から捲り気味に進出し、4角では3番手まで上がると、連闘ながら2着に2馬身差付けて快勝。4月28日の京都第10競走端午ステークスでは出遅れて後方2番手追走から徐々に進出し、残り200mあたりで先頭に立つと後続を突き放し、最後は2着に7馬身差付けて圧巻の3連勝を飾った。
かねてより左肩に脱臼癖が付いていて、本人曰く「くしゃみをしただけでも肩が外れるほど」であった。2008年には左肩の手術のため、10月5日の札幌での騎乗を最後に長期療養に入った。手術は5人ぐらいが医者が立会いの下、骨を削って別の個所に埋め込みピンで固定するという大掛かりなものとなった。その後はリハビリを経て、2009年1月24日の中京第7競走4歳以上500万下・スリーコンコルド（12頭中12着）で騎乗を再開するが、5月3日の京都第9競走上賀茂ステークス・セフティーステージ（16頭中10着）を最後に騎乗が無くなる。小原義之と共に、同年12月20日をもって現役を引退 。
2008年7月27日の小倉第9競走天草特別・セフティーローレルが最後の勝利となった。
引退後は小野幸治厩舎の調教助手 に転身し、小野の定年後は松下武士厩舎に移籍して、レシステンシアを担当。

## 騎乗成績
|            | 日付           | 競馬場・開催・レース | 競走名                   | 馬名               | 頭数 | 人気 | 着順 |
| ---------- | -------------- | -------------------- | ------------------------ | ------------------ | ---- | ---- | ---- |
| 初騎乗     | 1991年3月2日   | 1回中京3日3R         | 4歳未勝利                | フォースシクレノン | 13頭 | 2    | 10着 |
| 初勝利     | 1991年5月5日   | 4回京都6日12R        | 5歳上900万円下           | スリーリリック     | 13頭 | 4    | 1着  |
| 重賞初騎乗 | 1992年3月22日  | 1回中京6日11R        | 中京記念                 | ブライアンカーチス | 13頭 | 13   | 11着 |
| 重賞初勝利 | 1994年2月27日  | 1回中京2日11R        | アーリントンカップ       | メルシーステージ   | 10頭 | 4    | 1着  |
| GI初騎乗   | 1993年12月19日 | 5回中山6日10R        | スプリンターズステークス | ロングキャロット   | 14頭 | 12   | 13着 |

### 主な騎乗馬
- メルシーステージ（1994年アーリントンカップ・毎日杯）
- サウンドバリヤー（1995年愛知杯）

その他
- セイントリファール（1997年中京記念2着）
- シルクジャスティス（1997年毎日杯3着）
- エリモダンディー（1997年日本ダービー4着）
- メガミゲラン（1997年北九州短距離ステークス）
- ロングプライド（2007年端午ステークス）
- スリーアベニュー